# 克利涅齊
51°19′51″N 28°40′46″E / 51.33083°N 28.67944°E
克利涅齊（烏克蘭語：Клинець），是烏克蘭北部的村莊，隸屬日托米爾州的科羅斯滕區。該村始建於1867年，面積0.1平方公里，海拔高度191米，2001年人口245，人口密度每平方公里2,500人。